# أرفين (كاليفورنيا)
أرفين (بالإنجليزية: Arvin) هي إحدى مدن مقاطعة كيرن، كاليفورنيا. تم إعطاءها لقب مدينة في 21 ديسمبر، 1960.